# Fritz Ruchay
Fritz Ruchay (* 12. Dezember 1909 in Bialla; † 6. September 2000) war ein deutscher Fußballspieler und Fußballtrainer. In der deutschen Nationalmannschaft kam der Außenläufer im Oktober 1935 beim 3:0-Sieg über Lettland in Königsberg zum Einsatz.

## Laufbahn
Der Allroundspieler, er konnte in der Läuferreihe jede Position einnehmen, kam von der SpVgg ASCO Königsberg zu SV Prussia-Samland Königsberg. Als er in den Jahren 1931 und 1933 mit dem SV Prussia die Meisterschaften des Baltenverbandes erringen konnte, nahm er mit  Mannschaftskollegen wie Torhüter Walter Greif, Kurt Gehlhammer, Paul Wegner, Kurt Mischke, Peter Beutler, Emil Norde, Paul Bläsner, Paul Stillger und Helmut Riemann an den Endrunden um die deutsche Fußballmeisterschaft teil. Er schied mit den schwarz-weiß-blauen aus dem Königsberger Stadtteil Amalienau jeweils in der ersten Runde gegen Holstein Kiel beziehungsweise den Beuthener SSV 09 aus. Mit Prussia spielte er im Gau 1 in den 30er Jahren eine gute Rolle. In der Gauauswahl von Ostpreußen vertrat er die Farben im Reichsbundpokal. In der Saison 1935/36 setzte sich Ostpreußen am 20. Oktober 1935 mit 4:1 gegen die Auswahl der Nordmark durch und scheiterte am 10. November gegen Brandenburg durch eine 0:1-Niederlage in Königsberg. In beiden Spielen war die Läuferreihe mit Gustav Clemens, Paul Matthies und Ruchay aufgelaufen. Er verzog später nach Berlin und war dort noch aktiv bei Tennis Borussia Berlin und arbeitete daneben als Sprecher beim Reichsrundfunksender.
In der deutschen Nationalmannschaft kam der Außenläufer am 13. Oktober 1935 bei einem 3:0-Sieg über Lettland in Königsberg zum Einsatz. Er bildete dabei mit Paul Matthies und Hans Appel die deutsche Läuferreihe. Die zwei weiteren Debütanten Otto Bökle und Herbert Panse kamen im Angriff zum Einsatz.
Am 20. Juli 1937 beantragte er die Aufnahme in die NSDAP und wurde rückwirkend zum 1. Mai desselben Jahres aufgenommen (Mitgliedsnummer 4.860.701).
Ab 1940 war er als Trainer tätig, zunächst für den SV Waldhof Mannheim in der Gauliga Baden (1939-Mai 1940), nach dem Zweiten Weltkrieg für die Stuttgarter Kickers in der Saison 1949/50 in der Fußball-Oberliga Süd, als er in den letzten sieben Rundenspielen den Abstieg der Kickers nicht verhindern konnte. Danach beim Badischen Fußballverband als Verbandstrainer von 1950 bis 1952, beim 1. FC Pforzheim, Union Böckingen, dem VfR Kaiserslautern von 1954 bis 1956 und auch noch dem Karlsruher FV (1959–60).